# Хокејашка лига Финске
Лига (фин. Liiga) или Елитна хокејашка лига Финске је по рангу највише професионално клупско такмичење хокеја на леду у Финској. Основана је у сезони 1975/76. под именом СМ-лига (фин. Suomen mestaruus-liiga) као наследница дотадашње аматерске СМ-сарја (SM-sarja) лиге и под тим именом је егизстирала до 2013. године. Под заједничком је управом заједнице клубова лиге и Савеза хокеја на леду Финске.
Највише титула до сада је освојила екипа Илвеса из Тампереа са укупно 16 титула. Међународна хокејашка федерација прогласила је Финску елитну лигу другим по снази такмичењем у Европи (после КХЛ-а), а трећим у свету (испед је НХЛ).
Иако је лига у једном периоду свог постојања имала нижи ранг и попуњавала се системом промоција, тренутно је реч о лигашком такмичењу затвореног типа у којем број и списак учесника одређује Борд лиге.

## Историјат
Како је током 1970-их година дошло до великог корака напред у развоју хокеја на леду у Финској, јавила се и потреба за реорганизацијом националног шампионата како би тај квалитет и напредак још више дошао до изражаја. Због тога је 1975. формирана СМ-лига (фин. Suomen mestaruus-liiga), професионално такмичење које је заменило дотадашње аматерско такмичење СМ-сарја (фин. SM-sarja).
Новосонована лига егзистира на строго професионалним принципима и по јасно дефинисаним правилима, и лигом управља Извршни одбор који има потписан уговор о сарадњи са Савезом хокеја на леду Финске. Било је то уједно и прво професионално спортско лигашко такмичење на територији Финске.
У првој сеезони лиге 1975/76. учествовало је укупно 10 клубова, а по први пут одигран је и плеј-оф у којем су учествовала 4 најбоља тима из лигашког дела сезоне. Задржан је систем промоције и испадања на основу којег је одређиван списак учесника за сваку наредну сезону. Последњепласирани тим из лигашког такмичења борио се за место у елити у директном дуелу са екипом која је била најбоља у нижерангираном такмичењу исте сезоне.
Увођењем нових правила и број гледалаца је порастао, те је током првих 11 сезона у просеку било око 900.000 гледалаца по сезони. У сезони 1986/87. број појединачних утакмица сваке екипе у регуларном делу сезоне је повећан са 36 на 44, а у сезони 2000/01. на садашњих 56 утакмица. Број клубова у лиги је повећан на 12 у сезони 1988/89. Захваљујући успесима националне репрезентације током 1990-их расло је и интересовање за хокеј, број гледалаца се повећао на око 1,8 милиона по сезони, а профитабилност самог такмичења је достигла врхунац. Сви играчи имају професионалне уговоре, а клубови су углавном у власништву различитих приватих привредних субјеката.
Од сезоне 2000/01. лига има затворени карактер, што значи да списак учесника одређује искључиво борд лиге. Да би се повећала неизвесност самог такмичења, број учесника у плеј-офу је повећан на 10, а број клубова на 14.
Од сезоне 2013/14. такмичење носи име Лига (фин. Liiga), усвојен је нови лого, а уместо екипе Јокерита која од сезоне 2014/15. наступа у КХЛ лиги, у финској Лиги наступат ће екипа ХК Спорт из града Васе.

## Формат такмичења
У лиги учествује 14 клубова, а игра се по систему лигашки део плус плеј-оф серија. У лигашком делу свака екипа одигра укупно 60 утакмица, прво по четворокружном систему (укупно 52 утакмице) а потом и додатних 8 утакмица против екипа које су означене као локални ривали (по две или четири утакмице са сваким од ривала). Свака утакмица у регуларном делу игра се на 60 минута, ауколико је резултат нерешен игра се продужетак од 5 мин (4 на 4) до златног гола. Уколико је и после продужетка резултат нерешен, шутирају се пенали (почетна серија од 3 ударца, и даље један за један све до победничког гола).
Победа у регуларном делу првенства вреди 3 бода, победа након продужетка или пенала доноси 2 бода, а пораз после продужетка или пенала је 1 бод. Пораз у регуларном делу утакмице не доносио поене.
Директан пласман у четвртфинале плеј-офа након лигашког дела сезоне обезбеђује 6 првопласираних екипа, док екипе пласиране од 7. до 10. места разигравају за преостала два места. Све утакмице у плеј-оф серији играју се на 4 победе (максимално 7 утакмица). Парови у четврфиналу плеј-офа праве се на основу пласмана на табели, односно најбоље пласирана екипа игра против најслабије итд... Боље пласиране екипе прву утакмицу играју на домаћем терени и увек су домаћини у евентуалној 7. утакмици. Једина разлика у односу на утакмице из лигашког дела је да се евентуални продужетак игра на 20, уместо на 5 минута.
Сезона почиње обично средином септембра и траје до средине априла. Због репрезентативних обавеза лига паузира две недеље крајем октобра и почетком новембра, две недеље за време Божића, и у време трајања Зимских олимпијских игара. Лигашки део сезоне траје до средине марта, а одмах по њеном окончању почиње плеј-оф серија.
Од сезоне 2010/11. игра се и Талвикласик (фин. Talviklassikko), утакмица на отвореном на Олимпијском стадиону у Хелсинкију.

## Клубови у сезони 2016/17.
Хокејашки тимови у Финској увек имају своја традиционална имена, и никада их не мењају у зависности од власника (компанија и појединаца) који управљају клубовима. Одреднице Ab, Oyj и Ry означавају статус правног субјекта који је у власничкој структури клуба.
Од сезоне 2014/15. у лиги се уместо екипе Јокерита такмичи тим ХК Спорт из града Васе.
| Клуб          | Регистровано име | Град       | Основан | Титула |
| ------------- | ---------------- | ---------- | ------- | ------ |
| Есет          |                  | Пори       | 1967.   | 3      |
| КооКоо        |                  | Коувола    | 1965.   | 0      |
| Јукурит       |                  | Микели     | 1970.   | 0      |
| ХИФК          |                  | Хелсинки   | 1897.   | 7      |
| ХПК           |                  | Хеменлина  | 1929.   | 1      |
| Илвес         |                  | Тампере    | 1931.   | 16     |
| ХК Спорт      |                  | Васа       | 1962.   | 0      |
| ЈИП Јивескиле |                  | Јивескиле  | 1977.   | 2      |
| КалПа         |                  | Куопио     | 1929.   | 0      |
| Оулун Керпет  |                  | Оулу       | 1946.   | 6      |
| Луко Раума    |                  | Раума      | 1936.   | 1      |
| Пеликанс      |                  | Лахти      | 1945.   | 0      |
| СајПа         |                  | Лапенранта | 1948.   | 0      |
| Тапара        |                  | Тампере    | 1955.   | 15     |
| ТПС           |                  | Турку      | 1929.   | 11     |

Следећи клубови су променили име:
- и  у ЈИП
- у Блуз
- ,  и  у Пеликансе

## Шампиони
Победнику плеј-офа додељују се златне медаље и трофеј Канада маља (фин. Kanada-malja), док се најбоље пласираној екипи после лигашког дела такмичења додељује трофеј Хари Линдбладин (фин. Harry Lindbladin muistopalkinto). Трофеј Канада-маља се додељује од 1951. године, а име је добио у част Финске заједнице из Канаде на чију иницијативу је и направљен и дониран Финском савезу. Оригинална верзија трофеја од 1991. се налази у музеју Финске куће славних хокеја на леду, а уместо ње се додељује копирана верзија. Трофеј је у целости направљен од сребра.
| Сезона   | Победник     | Сребрна медаља | Бронзана медаља | Победник лигашког дела сезоне |
| -------- | ------------ | -------------- | --------------- | ----------------------------- |
| 1975/76. | ТПС          | ХК Тапара      | ХК Есет         | ТПС                           |
| 1976/77. | ХК Тапара    | ХК ТПС         | Коо-Вее         | ХК Тапара                     |
| 1977/78. | ХК Есет      | Тапара         | ТПС             | Тапара                        |
| 1978/79. | Тапара       | ХК Есет        | ТПС             | Есет                          |
| 1979/80. | ХИФК         | Есет           | Оулун Керпет    | ТПС                           |
| 1980/81. | Оулун Керпет | Тапара         | ТПС             | Тапара                        |
| 1981/82. | Тапара       | ТПС            | ХИФК            | ТПС                           |
| 1982/83. | ХИФК         | ХК Јокерит     | ХК Илвес        | Јокерит                       |
| 1983/84. | Тапара       | Есет           | Оулун Керпет    | Тапара                        |
| 1984/85. | ХК Илвес     | ТПС            | Оулун Керпет    | ТПС                           |
| 1985/86. | Тапара       | ХИФК           | Оулун Керпет    | Тапара                        |
| 1986/87. | Тапара       | Оулун Керпет   | ХИФК            | Оулун Керпет                  |
| 1987/88. | Тапара       | Луко Раума     | ХИФК            | Илвес                         |
| 1988/89. | ТПС          | ЈИП            | Илвес           | ТПС                           |
| 1989/90. | ТПС          | Илвес          | Тапара          | ТПС                           |
| 1990/91. | ТПС          | ХК КалПа       | ХК ХПК          | ТПС                           |
| 1991/92. | ХК Јокерит   | ЈИП            | ХИФК            | ЈИП                           |
| 1992/93. | ТПС          | ХПК            | ЈИП             | ТПС                           |
| 1993/94. | Јокерит      | ТПС            | Луко Раума      | ТПС                           |
| 1994/95. | ТПС          | Јокерит        | Есет            | Јокерит                       |
| 1995/96. | Јокерит      | ТПС            | Луко Раума      | Јокерит                       |
| 1996/97. | Јокерит      | ТПС            | ХПК             | Јокерит                       |
| 1997/98. | ХИФК         | Илвес          | Јокерит         | ТПС                           |
| 1998/99. | ТПС          | ХИФК           | ХПК             | ТПД                           |
| 1999/00. | ТПС          | Јокерит        | ХПК             | ТПС                           |
| 2000/01. | ТПС          | Тапара         | Илвес           | Јокерит                       |
| 2001/02. | Јокерит      | Тапара         | ХПК             | Тапара                        |
| 2002/03. | Тапара       | Оулун Керпет   | ХПК             | ХПК                           |
| 2003/04. | Оулун Керпет | ТПС            | ХИФК            | ТПС                           |
| 2004/05. | Оулун Керпет | Јокерит        | ХПК             | Керпет                        |
| 2005/06. | ХПК          | Есет           | Оулун Керпет    | Оулун Керпет                  |
| 2006/07. | Оулун Керпет | Јокерит        | ХПК             | Оулун Керпет                  |
| 2007/08. | Оулун Керпет | Еспо Блуз      | Тапара          | Оулун Керпет                  |
| 2008/09. | ЈИП          | Оулун Керпет   | ХК КалПа        | ЈИП                           |
| 2009/10. | ТПС          | ХПК            | ЈИП             | ЈИП                           |
| 2010/11. | ХИФК         | Еспо Блуз      | Луко Раума      | ЈИП                           |
| 2011/12. | ЈИП          | ХК Пеликанс    | Јокерит         | КалПа                         |
| 2012/13. | ХК Есет      | ХК Тапара      | ЈИП             | ХК Јокерит                    |
| 2013/14. | Оулун Керпет | ХК Тапара      | Луко Раума      | Оулун Керпет                  |
| 2014/15. | Оулун Керпет | Тапара         | ЈИП             | Оулун Керпет                  |
| 2015/16. | Тапара       | ХИФК           | Оулун Керпет    | ХИФК                          |
| 2016/17. | Тапара       | КалПа          | ЈИП             | Тапара                        |
| 2017/18. |              |                |                 |                               |

### Успешност тимова
Успешнос тимова по броју освојених КМ трофеја:
| Екипа         | Титула | Последња титула |
| ------------- | ------ | --------------- |
| ХК ТПС        | 10     | 2010.           |
| ХК Тапара     | 10     | 2017.           |
| ХК ХИФК       | 7      | 2011.           |
| Оулун Керпет  | 7      | 2015.           |
| ХК Јокерит    | 6      | 2002.           |
| ХК Есет       | 2      | 2013.           |
| ЈИП Јивескиле | 2      | 2012.           |
| ХК ХПК        | 1      | 2006.           |
| ХК Илвес      | 1      | 1985.           |